# Cantone di Saint-Lô-1
Il Cantone di Saint-Lô-1 è una divisione amministrativa dell'Arrondissement di Saint-Lô.
È stato costituito a seguito della riforma approvata con decreto del 25 febbraio 2014, che ha avuto attuazione dopo le elezioni dipartimentali del 2015.

## Composizione
Comprende parte della città di Saint-Lô e i 12 comuni di:
- Agneaux
- La Chapelle-en-Juger
- Hébécrevon
- Le Lorey
- Lozon
- Marigny
- Le Mesnil-Amey
- Le Mesnil-Eury
- Le Mesnil-Vigot
- Montreuil-sur-Lozon
- Remilly-sur-Lozon
- Saint-Gilles